# Семиде
Семиде (порт. Semide)  —  район (фрегезия) в Португалии,  входит в округ Коимбра. Является составной частью муниципалитета  Миранда-ду-Корву. Находится в составе крупной городской агломерации Большая Коимбра. По старому административному делению входил в провинцию Бейра-Литорал. Входит в экономико-статистический  субрегион Пиньял-Интериор-Норте, который входит в Центральный регион. Население составляет 3001 человек на 2001 год. Занимает площадь 26,00 км².
Покровителем района считается Дева Мария (порт. Nossa Senhora da Assunção). 